# Cinematografia în Belgia
Cinematografia în Belgia se referă la industria filmului din Belgia. 
Fiind un stat federal, alcătuit din Regiunea Flandra sau Regiunea flamandă la nord, Regiunea Valonia sau regiunea valonă la sud și Regiunea Bruxelles, capitala țării, cinematografia belgiană este de fapt o cinematografie bilingvă, constând dintr-o cinematografie flamandă și una valonă.

## Persoane notabile

### Regizori
- Pascal Adant
- Chantal Akerman
- Yaël André
- Jean-Jacques Andrien
- Lucas Belvaux
- Edmond Bernhard
- Jean-Marie Buchet
- Jan Bucquoy
- Frans Buyens
- Stijn Coninx
- Frații Dardenne
- Robbe De Hert
- Eric de Kuyper
- Jean-Pierre and Luc Dardenne
- Lieven Debrauwer
- Charles Dekeukeleire
- André Delvaux
- Paul Demeyer
- Dominique Deruddere
- Marc Didden
- Frederik Du Chau
- Hugo Claus
- Anna Frijters
- Noël Godin
- Marion Hänsel
- Patric Jean
- Yasmine Kassari
- Peter Krüger
- Harry Kümel
- Joachim Lafosse
- Benoît Lamy
- Bouli Lanners
- Boris Lehman
- Roland Lethem
- Daniel Maze
- Ernst Moerman
- Koen Mortier
- Picha
- Maurice Rabinowicz
- Raoul Servais
- Olivier Smolders
- Ben Stassen
- Henri Storck
- Samy Szlingerbaum
- Boris Szulzinger
- Henri d'Ursel
- Patrick Van Antwerpen
- Jan Vanderheyden
- Jaco Van Dormael
- Felix Van Groeningen
- Erik Van Looy
- Roland Verhavert
- Jan Verheyen
- Julien Vrebos
- Thierry Zéno
- Fien Troch
- Hans Herbots

### Actori și actrițe
- Matthias Schoenaerts
- Jean-Claude Van Damme
- Jérémie Renier
- Annie Cordy
- Antje De Boeck
- Koen De Bouw
- Jan Decleir
- Jacques Brel
- Cécile de France
- Josse De Pauw
- Émilie Dequenne
- Ann Petersen
- Dora Van Der Groen
- Stéphane de Groodt
- Benoît Poelvoorde
- François Damiens
- Alexandra Vandernoot
- Natacha Régnier